# 萨姆·西蒙
薩母耳·麥可·西蒙（英語：Samuel Michael Simon，1955年6月6日—2015年3月8日），暱稱萨姆·西蒙（英語：Sam Simon），是一位美国电视制片人与作家，以其与马特·格勒宁、詹姆斯·L·布鲁克斯及理查德·C·黑纳最初创作的《辛普森一家》而闻名。他亦因其创造的大量《辛普森一家》的角色——如杰奎琳·布维尔——而知名。
2015年3月8日，於美國洛杉磯家中因大腸癌離世，終年59歲。